# Alta (tintura)

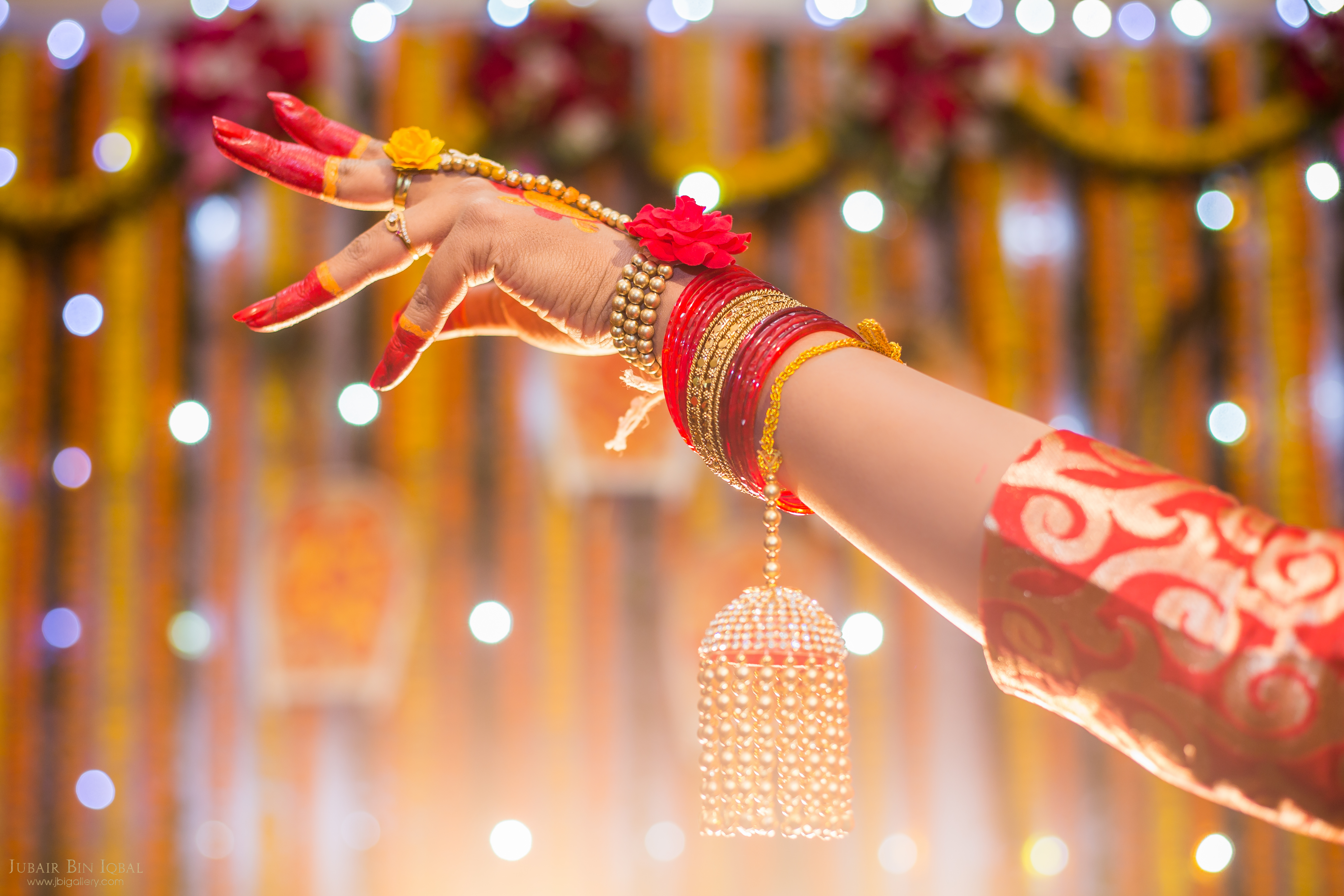
Mano de una novia musulmana de Bengala adornada con alta en su Gaye Holud, en Bangladés.

Alta (bengalí: আলতা ) (oriya: ଅଳତା ), Alah o mahavar es un colorante rojo que se aplica a las manos y los pies de las mujeres, sobre todo en el subcontinente indio. Se aplica con un hisopo de algodón o un cepillo en las manos y los pies durante las ceremonias matrimoniales y festivales.
Originalmente el alta era producido a partir de laca, aunque hoy en día se reemplaza principalmente con tintes sintéticos.

## Importancia cultural bengalí
El alta tiene un gran significado cultural en la cultura bengalí. Independientemente de las creencias religiosas, las mujeres bengalíes en Bangladés y el estado indio de Bengala Occidental tradicionalmente adornan sus manos y pies con alta para el matrimonio y festivales culturales como Pahela Baishakh, Pahela Falgun y otros. Usar alta en Durga Pooja es un ritual común para las mujeres bengalíes.

## Importancia cultural de Odissi
El uso de alta también posee un importante significado en Odisha. Se puede ver comúnmente usado por bailarines clásicos de Odissi en manos y pies mientras actúan. Es especialmente frecuente durante Raja o  Mithun Sanakranti, que es un festival de tres días que celebra la feminidad (menstruación). [20] Durante este festival, como parte del ritual, las mujeres se aplican alta en los pies que simboliza la fertilidad y la bondad. El alta y la cúrcuma también se aplican durante los matrimonios en la cultura Odia.

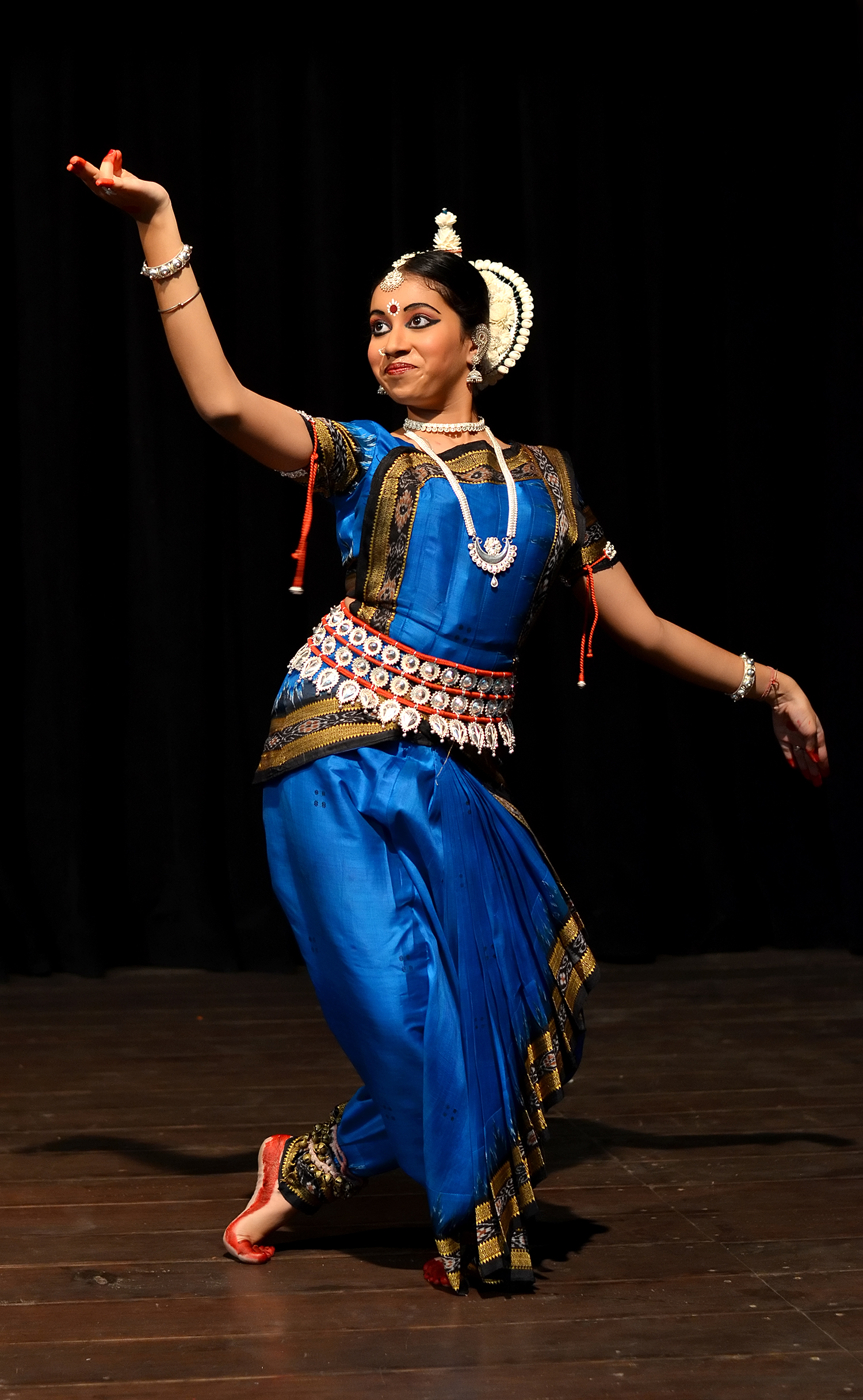
Una bailarina clásica de Odissi tiene sus manos y pies decorados con alta para su actuación con el atuendo tradicional.